# Gabriel Săndoiu

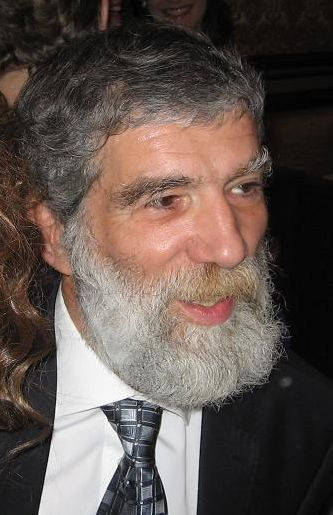
Gabriel Săndoiu, 2011

Gabriel Săndoiu este profesor de logică și filosofie la Colegiul Național „Sfântul Sava” din București și coordonatorul Centrului de Excelență în Filosofie care s-a înființat în anul 2001. Activitățile centrului de excelență se desfășoară în cadrul Facutății de Filosofie din București și ele se bazează pe voluntariat, fără niciun fel de finanțare.  La întrunirile organizației activează profesori, masteranzi, doctoranzi și studenți, ea adresându-se celor cărora logica, filosofia, greaca veche sunt un deziderat de atins către un nivel de excelență.